# اعدام در بریتانیا

اروپا بیشترین تمرکز کشورهای طرفدار لغو مجازات اعدام (آبی) را در خود جای داده است. نقشه فعلی تا سال 2022آبی (برای همه جرایم لغو شده است)زرد (در عمل لغو شده است)قرمز (مجازات اعدام را حفظ کرده است)

مجازات اعدام در انگلستان، پیش از شکل‌گیری این کشور وجود داشته و از دوران باستان در بریتانیا و ایرلند اعمال می‌شده است تا نیمه دوم قرن بیستم. آخرین اعدام‌ها در بریتانیا به شیوه حلق‌آویز کردن انجام شد و در سال ۱۹۶۴ صورت گرفت؛ اجرای مجازات اعدام برای قتل در سال ۱۹۶۵ به حالت تعلیق درآمد و سرانجام در سال ۱۹۶۹ لغو شد (در ایرلند شمالی، این لغو در سال ۱۹۷۳ انجام شد). اگرچه در عمل استفاده نمی‌شد، اما مجازات اعدام تا سال ۱۹۹۸ به عنوان یک مجازات قانونی برای برخی جرائم مانند خیانت به کشور باقی مانده بود؛ آخرین کسی که به دلیل خیانت اعدام شد، ویلیام جویس در سال ۱۹۴۶ بود. در سال ۲۰۰۴، پروتکل شماره ۱۳ کنوانسیون اروپایی حقوق بشر برای بریتانیا لازم‌الاجرا شد؛ این پروتکل بازگرداندن مجازات اعدام را تا زمانی که بریتانیا عضو این کنوانسیون باشد، ممنوع می‌سازد.

## اصلاح و لغو قانون اعدام
تا پیش از سال ۱۸۰۸ میلادی، قانون اعدام به طور جدی در انگلستان اجرا می‌شد تا جایی که حتی جیب‌برها را اعدام می‌کردند. اما در سال ۱۸۰۸، رامیلی توانست مجازات اعدام را برای جیب‌بری و جرائم خفیف‌تر لغو کند و به این ترتیب روندی از اصلاحات را آغاز کرد که در پنجاه سال بعدی ادامه یافت. مجازات اعدام تا آن زمان الزامی بود (هرچند اغلب از سوی دولت تخفیف می‌یافت) تا اینکه «قانون صدور حکم اعدام» در سال ۱۸۲۳ به قضات قدرت رسمی داد تا بتوانند حکم اعدام را ـ به جز در موارد خیانت به کشور و قتل ـ به مجازات‌های دیگر تبدیل کنند. «قانون مجازات اعدام و غیره» در سال ۱۸۳۲ شمار جرائم مشمول مجازات اعدام را به دو سوم کاهش داد. در همین سال، مجازات اعدام برای سرقت، جعل و تزویر لغو شد، به‌جز در مواردی مانند جعل وصیت‌نامه و برخی اختیارات رسمی وکالت.

### سن و جنسیت در اعدام
در سال ۱۹۰۸، قانون کودکان ۱۹۰۸ اعدام نوجوانان زیر ۱۶ سال را ممنوع کرد. در سال ۱۹۲۲، جرم جدیدی به نام نوزادکشی وضع شد تا جایگزین اتهام قتل برای مادرانی شود که فرزندانشان را در سال اول زندگی به قتل می‌رسانند. در سال ۱۹۳۰، یک کمیته منتخب پارلمانی توصیه کرد که مجازات اعدام برای یک دوره آزمایشی پنج ساله به حالت تعلیق درآید، اما هیچ اقدامی صورت نگرفت. از سال ۱۹۳۱ دیگر نمی‌توانستند زنان باردار را (پس از تولد فرزندشان) به دار بیاویزند، اگرچه در عمل از قرن ۱۸ میلادی به بعد، احکام آنها همیشه تخفیف یافته بود. در سال ۱۹۳۳، حداقل سن مجازات اعدام طبق قانون کودکان و نوجوانان ۱۹۳۳ به ۱۸ سال افزایش یافت. آخرین اعدام شناخته‌شده توسط دادگاه‌های غیرنظامی برای فردی زیر ۱۸ سال، مربوط به چارلز دوبل ۱۷ ساله بود که به همراه همدستش ویلیام گوور ۱۸ ساله در ژانویه ۱۸۸۹ در میدستون به دار آویخته شد. هارولد ویلکینز، در سن ۱۶ سالگی، آخرین نوجوانی بود که در سال ۱۹۳۲ به جرم قتل جنسی در بریتانیا به اعدام محکوم شد، اما به دلیل کهولت سن از مجازات او صرف نظر شد.

### قوانین محدودکننده اعدام در بریتانیا

#### قانون‌قتل‌مصوب‌۱۹۵۷
بر اساس قانون قتل مصوب ۱۹۵۷ (Homicide Act 1957)، تنها شش نوع قتل مشمول مجازات اعدام باقی ماندند. پلیس و دولت معتقد بودند که مجازات اعدام موجب بازدارندگی مجرمان از حمل سلاح گرم می‌شود، و به همین دلیل این دسته از جرائم همچنان مستوجب اعدام باقی ماندند. این موارد شش گانه عبارت بودند از:
1. قتلی که در جریان یا به‌منظور ارتکاب سرقت صورت گیرد
2. قتلی که با شلیک گلوله یا ایجاد انفجار انجام شود
3. قتلی که هنگام مقاومت در برابر دستگیری یا حین فرار رخ دهد
4. قتل یک افسر پلیس
5. قتل یک مأمور زندان به‌دست زندانی
6. قتل دوم در صورتی که فرد پیش‌تر مرتکب قتل دیگری در زمان متفاوتی در بریتانیای کبیر شده باشد

#### قانون «لغو مجازات اعدام برای قتل»
قانون «لغو مجازات اعدام برای قتل» (The Murder (Abolition of Death Penalty) Act 1965) مجازات اعدام برای جرم قتل را در بریتانیای کبیر (اما نه در ایرلند شمالی) به‌مدت پنج سال به حالت تعلیق درآورد و به‌جای آن، مجازات حبس ابد الزامی تعیین کرد. این قانون همچنین مقرر کرد که در صورتی که پیش از پایان دوره پنج‌ساله، هر دو مجلس پارلمان (اعم از عوام و اعیان) با تصویب قطعنامه‌ای تأثیر این قانون را دائمی کنند، قانون دائمی خواهد شد. در سال ۱۹۶۹، وزیر کشور وقت، جیمز کالاهان، پیشنهادی را برای دائمی شدن قانون ارائه کرد که در ۱۶ دسامبر ۱۹۶۹ در مجلس عوام تصویب شد و پیشنهادی مشابه نیز در ۱۸ دسامبر همان سال در مجلس اعیان به تصویب رسید. پس از لغو مجازات اعدام برای قتل، مجلس عوام در هر دوره پارلمانی بعدی تا سال ۱۹۹۷ برای بازگرداندن مجازات اعدام رأی‌گیری می‌کرد. این پیشنهاد همیشه رد می‌شد، اما مجازات اعدام برای سایر جرایم تا تاریخ‌های ذکر شده در زیر باقی ماند:
- ایجاد آتش‌سوزی یا انفجار در حوضه‌های کشتی‌سازی نیروی دریایی، کشتی‌ها، انبار مهمات یا انبار کالا (تا زمان تصویب «قانون خسارت جنایی ۱۹۷۱»)،
- جاسوسی در کشتی‌های نیروی دریایی سلطنتی یا در پایگاه‌های آن در خارج از کشور (تا زمان «قانون نیروهای مسلح ۱۹۸۱»)،
- دزدی دریایی همراه با خشونت (تا زمان «قانون جرم و بی‌نظمی ۱۹۹۸»)،
- خیانت به کشور (تا زمان «قانون جرم و بی‌نظمی ۱۹۹۸»)،
- سوءرفتار شدید در حین عملیات؛
- همکاری با دشمن؛
- مانع‌تراشی در عملیات نظامی؛
- دادن علائم هوایی نادرست؛
- شورش یا تحریک به شورش؛
- قصور در سرکوب شورش با قصد یاری رساندن به دشمن.

## درخواست برای بازگشت حکم اعدام
از زمان تعلیق مجازات اعدام در سال ۱۹۶۵، درخواست‌های مکرر از سوی عموم مردم و رسانه‌ها برای بازگرداندن آن ادامه داشته است، به‌ویژه پس از وقوع پرونده‌های قتل پر سر و صدا. در عین حال، از سال ۱۹۶۵ تاکنون چندین مورد اشتباه قضایی رخ داده است که در آن افراد محکوم به قتل پس از تجدیدنظر، تبرئه شده و از زندان آزاد شده‌اند، که این امر استدلال مخالفان بازگرداندن مجازات اعدام را تقویت کرده است. از جمله این موارد می‌توان به گروه شش نفره بیرمنگهام (که در سال ۱۹۹۱ از اتهام کاشتن بمب گروه ارتش جمهوری‌خواه ایرلند که در سال ۱۹۷۴ باعث کشته شدن ۲۱ نفر شد، تبرئه شدند)، گروه چهار نفره گیلدفورد (که در سال ۱۹۸۹ از اتهام قتل پنج نفر در بمب‌گذاری دیگری از سوی گروه ارتش جمهوری‌خواه ایرلند در سال ۱۹۷۴ تبرئه شدند)، استیفن داونینگ (مردی از دربی‌شر که پس از ۲۷ سال حبس به‌خاطر قتل زنی در قبرستان کلیسا در سال ۲۰۰۱ آزاد شد) و بری جورج (که در سال ۲۰۰۷ پس از لغو حکم محکومیتش در پرونده قتل جیل داندو، مجری تلویزیونی در سال ۱۹۹۹ آزاد شد) اشاره کرد.
شاید اولین پرونده قتل پر سر و صدایی که باعث درخواست‌های گسترده برای بازگرداندن مجازات اعدام شد، محاکمه قتل‌های مورز در سال ۱۹۶۶ بود، سالی پس از تعلیق مجازات اعدام، که در آن ایان برِیدی و مایرا هیندلی به حبس ابد محکوم شدند به خاطر قتل دو کودک و یک نوجوان در منطقه منچستر (آن‌ها بعدها به قتل دو نفر دیگر نیز اعتراف کردند). بعدها در سال ۱۹۶۶، قتل سه مأمور پلیس در غرب لندن نیز حمایت گسترده عمومی را برای بازگشت مجازات اعدام جلب کرد. سایر پرونده‌های پر سر و صدای بعدی که باعث درخواست‌های گسترده رسانه‌ای و عمومی برای بازگشت مجازات اعدام شدند شامل پیتر ساتکلیف معروف به «قاتل یورکشایر» است که در سال ۱۹۸۱ به قتل ۱۳ زن و حمله به هفت زن دیگر در شمال انگلستان محکوم شد؛ روی وایتینگ که در سال ۲۰۰۰ دختری هفت ساله را در وست ساسکس به قتل رساند؛ و ایان هانتلی، سرایدار مدرسه‌ای در کمبریج‌شر که در سال ۲۰۰۲ دو دختر ۱۰ ساله را کشت.
یک نظرسنجی تلویزیونی در نوامبر ۲۰۰۹ نشان داد که ۷۰٪ افراد حداقل برای یکی از جرایم زیر، بازگرداندن مجازات اعدام را ترجیح می‌دهند: سرقت مسلحانه، تجاوز، جرایم مرتبط با کودک‌آزاری، تروریسم، قتل بزرگسالان، قتل کودکان، تجاوز به کودکان، خیانت، سوءاستفاده از کودکان یا آدم‌ربایی. با این حال، پاسخ‌دهندگان تنها برای قتل بزرگسالان، با اکثریتی کوچک یا اکثریت نسبی، موافق مجازات اعدام بودند؛ این سؤال در نظرسنجی‌های دیگر مانند گالوپ نیز مطرح شده بود: به‌طور کلی، ۵۱٪ با مجازات اعدام برای قتل بزرگسالان موافق بودند، در حالی که در ولز این عدد ۵۶٪، در اسکاتلند ۵۵٪ و در انگلستان تنها ۴۹٪ بود.
در مارس ۲۰۱۵، یک نظرسنجی توسط گزارش نگرش‌های اجتماعی بریتانیا از سوی NatCen نشان داد که حمایت عمومی از مجازات اعدام به ۴۸٪ کاهش یافته است. در آوریل ۲۰۲۱، یک نظرسنجی نشان داد که ۵۴٪ بریتانیایی‌ها گفته‌اند که از بازگرداندن مجازات اعدام برای محکومان به تروریسم در بریتانیا حمایت می‌کنند. تقریباً یک‌چهارم (۲۳٪) پاسخ‌دهندگان اظهار کردند که مخالف آن هستند.

## روش‌های اعدام
روش های اعدام در بریتانیا به شرح ذیل بود:
1. گردن زدن[۱۷]
2. به دار آویختن (چوبه دار)[۱۸]
3. گیوتین[۱۹]

## آمار

### در قرن بیستم
بین سال‌های ۱۹۰۰ تا ۱۹۴۹، در انگلستان و ولز، ۶۲۱ مرد و ۱۱ زن اعدام شدند. در جریان جنگ جهانی اول، ۱۰ مأمور آلمانی بر اساس «قانون دفاع از قلمرو» مصوب ۱۹۱۴ اعدام شدند، و در جنگ جهانی دوم، ۱۶ جاسوس به موجب «قانون خیانت» مصوب ۱۹۴۰ اعدام گردیدند.

## تصاویر

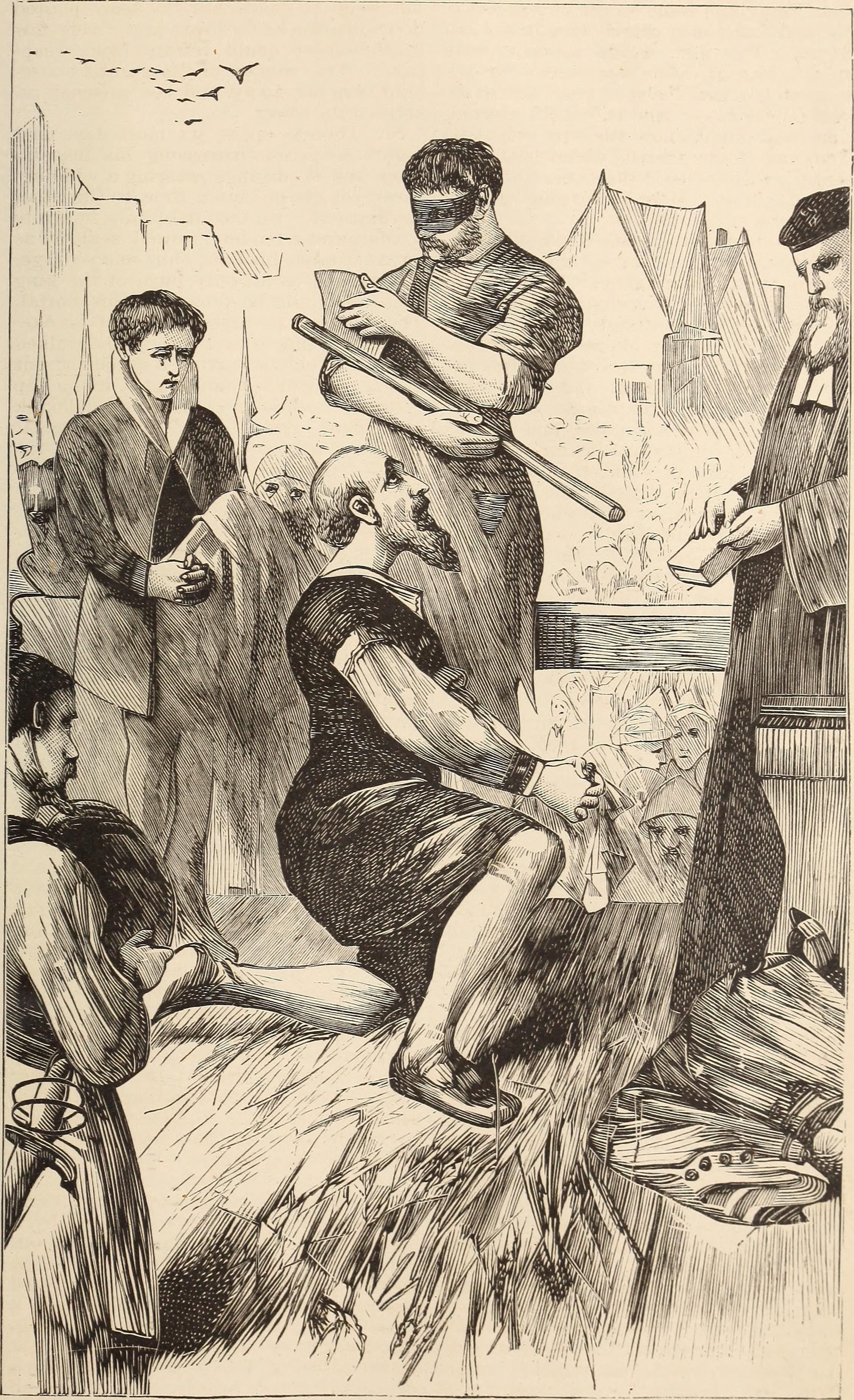
Thomas More, 1535
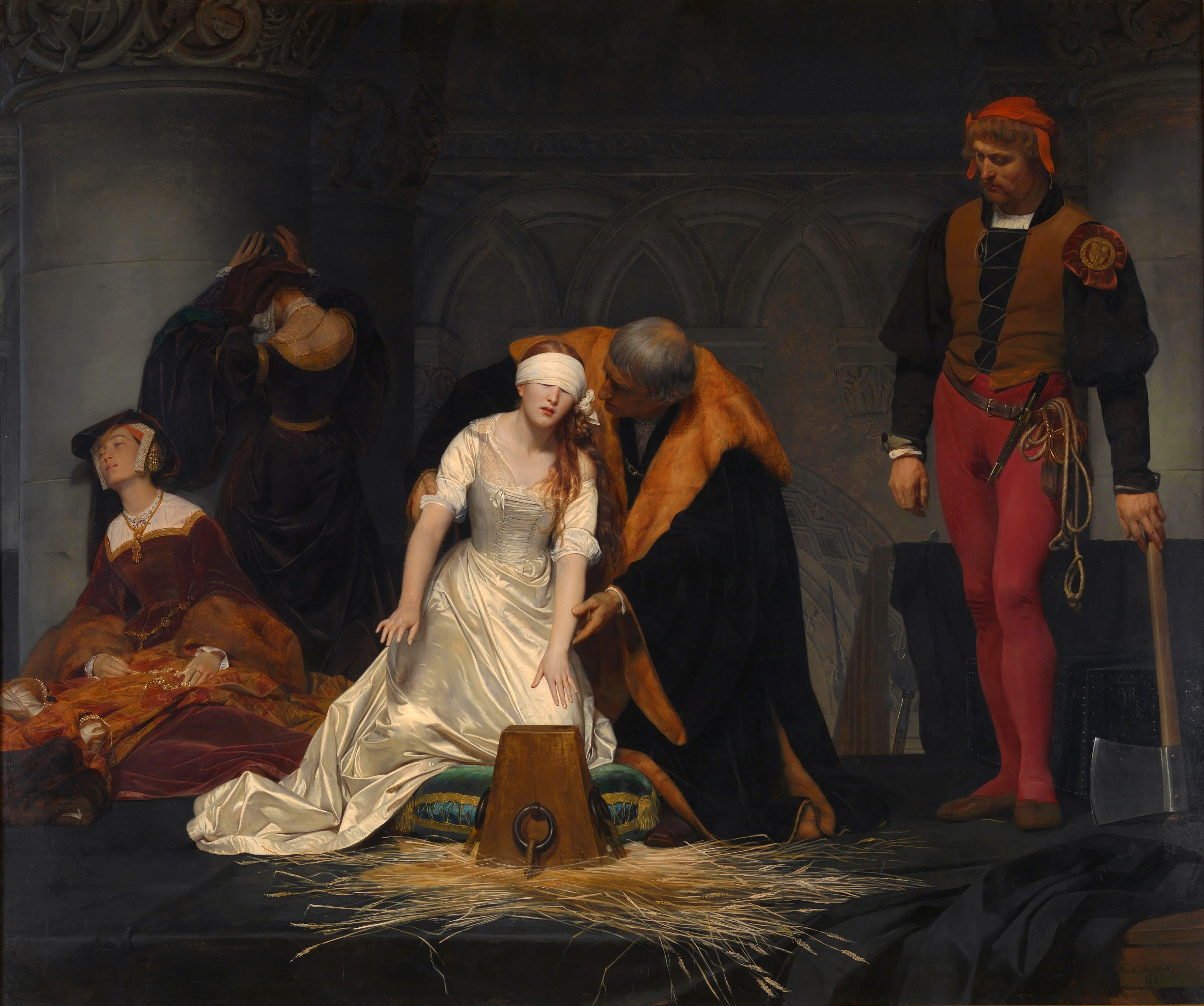
The Execution of Lady Jane Grey in 1554
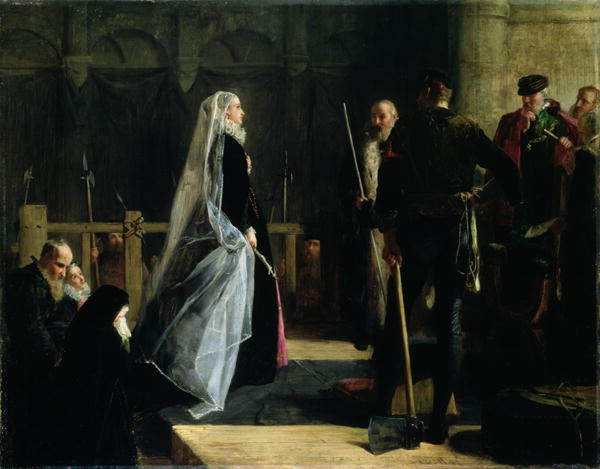
Mary, Queen of Scots in 1587
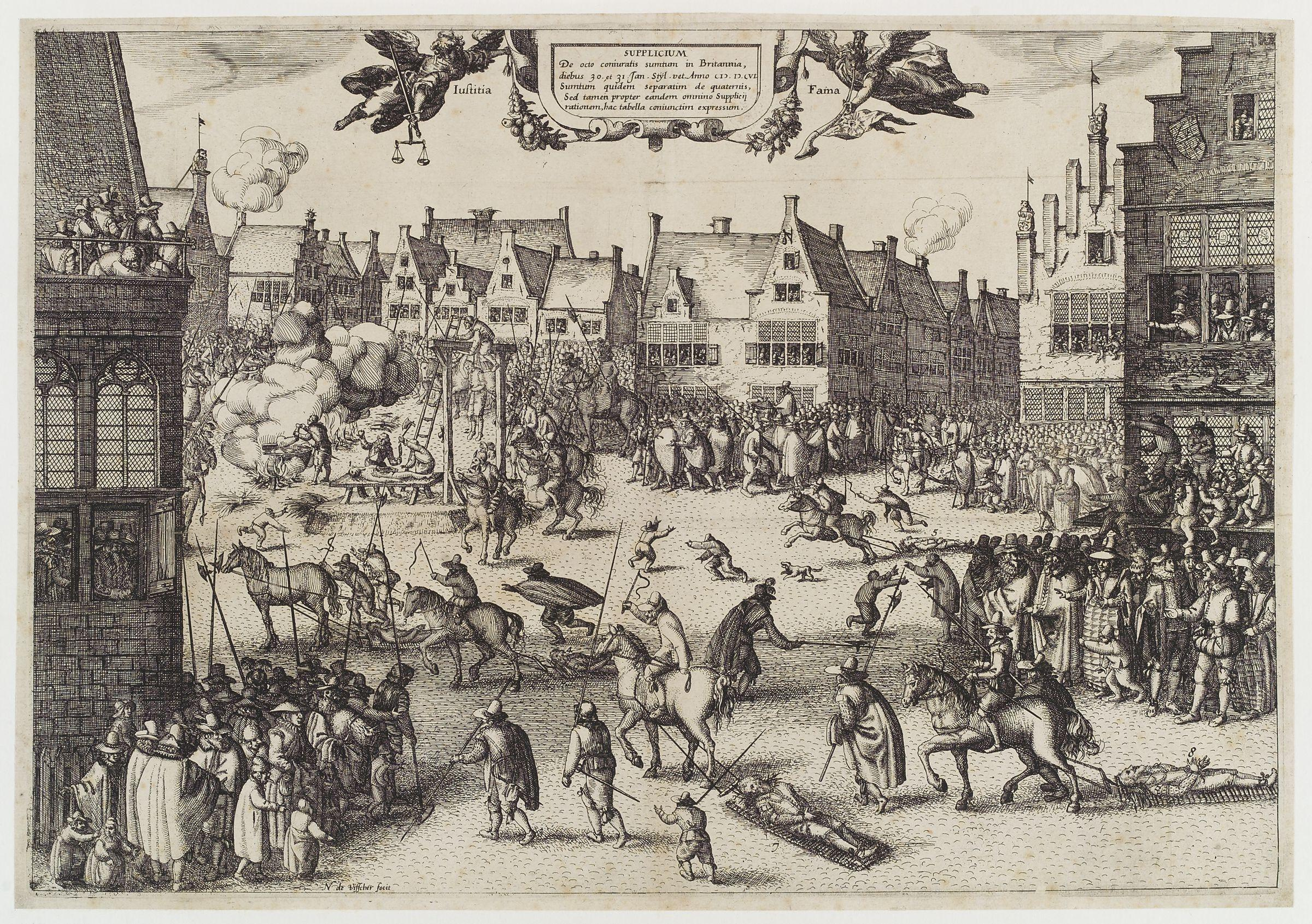
Guy Fawkes, 1606
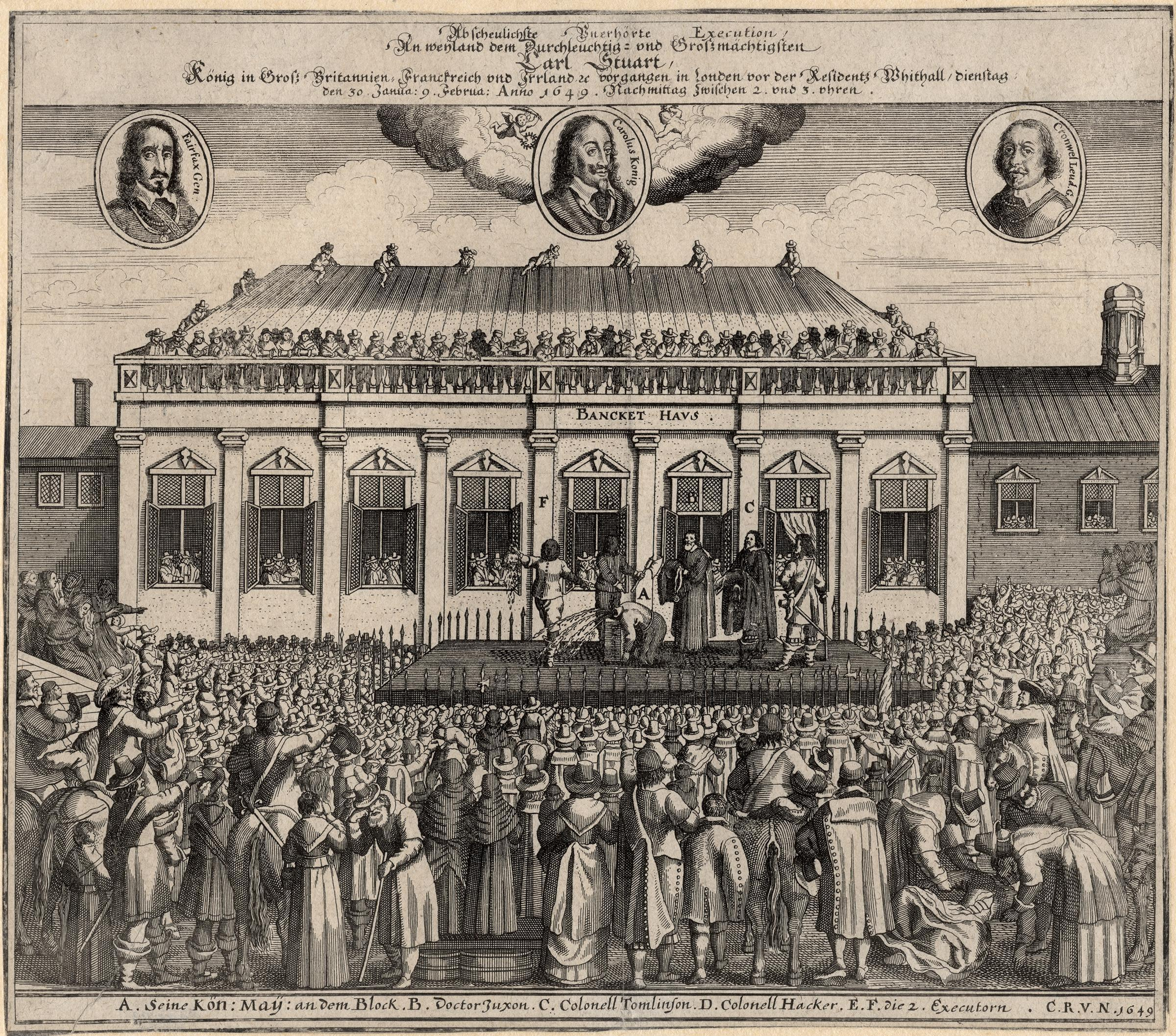
Charles I in 1649